# Kén-hidrogén
A kén-hidrogén (H2S) vagy hidrogén-szulfid záptojás szagú, színtelen, nagyon mérgező gáz.

## Keletkezése
Gyakori a kőolajban és a földgázban, a természetben némely vulkáni gázban és kénes ásványvizekben fordul elő. A kéntartalmú szénvegyületek (fehérjék) rothadásakor képződik, így tehát szennygödörben, záptojásban vagy biogáz előállításánál. Képződik kis mennyiségben kén és hidrogén közvetlen egyesülése útján, például kénnek hidrogénben történő hevítésekor. Egyes fémek szulfidjait híg savban oldva kénhidrogén fejlődik. Előállítása a legutóbb említett módon történik, leggyakrabban vas(II)-szulfidból, melyet alkalmas készülékben híg kénsavval vagy sósavval öntenek le. A pezsgés közben fejlődő gázt vízen átvezetik, hogy a magával ragadt folyadékcseppeket visszatartsák. Előállítható továbbá tömény sósavban melegített antimon-triszulfiddal.

## Jellemzése
Tisztán előállítva színtelen, átlátszó, rendkívül kellemetlen, záptojás-szagú gáz, mely erősen lehűtve, nyomás alatt folyadékká sűrűsödik. A kén-hidrogén forráspontja kb. –60 °C. Jól oldódik vízben, oldhatósága kb. 4 g/dm3. Vizes oldata, az úgynevezett kénhidrogénvíz fontos analitikai vizsgálószer, a fémek sóiban való felismerésére használatos. Valamivel nehezebb a levegőnél; sűrűsége 1,363 g/dm3. Tiszta, vízmentes állapotban stabilis, azonban hevítve elemeire bomlik. Több fém (ezüst, réz, higany) már közönséges hőmérsékletnél lassan elbontja, hevítéskor pedig gyorsabban. Vizes oldatában a levegő oxigénje oxidálja, ekkor elemi kén válik ki. Lúgokban szulfidokat képez. A nehézfémek sóinak oldatából szulfidokat választ le, és többet savas oldatban is, másokat csak lúgos oldatban. Ezen alapul a fémgyökök analitikai osztályozása.
Az emberi szervezetre mérgezőleg hat (vérméreg). Fémes tárgyak, különösen ezüst, kénhidrogénes levegőben megfeketednek; úgyszintén sötét színűre válik az ólmos festékkel fehérre festett tárgy kénhidrogénes levegőben. A hidrogén kénnel poliszulfidokat is képez.

## Élettani hatásai
A kén-hidrogén nagyobb koncentrációban a szemet irritálja. 320 ppm koncentráció felett kialakulhat tüdőödéma. 800 ppm az emberek felénél halálos dózisnak minősül. 1000 ppm felett egyetlen lélegzetvétel is ájulást és halált okozhat.

## A kén-hidrogén mint sav
A kén-hidrogén vízben jól oldódik, mert a kén-hidrogén és a víz molekulái hidrogénkötést képezhetnek egymással. A kén-hidrogén a víznek protont is képes átadni, vagyis savként viselkedik. Vizes oldata igen gyengén savas kémhatású, savmaradékionja a hidrogén-szulfidion és a szulfidion. Sói a szulfidok.

## Hidrogén-szulfid-ion
A hidrogén-szulfid-ion vagy régiesen biszulfid (HS−) képletű szervetlen anion (az OH− analógiájára gyakran SH− formában is írják). Ez a részecske a hidrogén-szulfid konjugált bázisa, de szulfidionra is képes disszociálni:
H2S → HS− + H+
HS− →  S2− + H+
Vizes oldatban 7-es pH alatt döntő részben hidrogén-szulfid (H2S) formájában van jelen, de 7-es pH fölött a hidrogén-szulfid-ion dominál. A szulfidion (S2−) rendkívül erős bázis, ezért csak magas pH-n, erősen lúgos közegben van jelen nagyobb mennyiségben.
Számos sója ismert, például a nátrium-hidrogén-szulfid és a kálium-hidrogén-szulfid. Az ammónium-hidrogén-szulfidot, a „bűzbombák” egyik összetevőjét még nem állították elő tiszta szilárd anyagként. Néhány vegyület, melyet a szulfid dianion sójaként írnak le, főként hidrogén-szulfidot tartalmaz. A nátrium-szulfid hidratált formájának – Na2S · 9 H2O – szerkezetét helyesebben írja le a NaSH · NaOH · 8 H2O képlet.

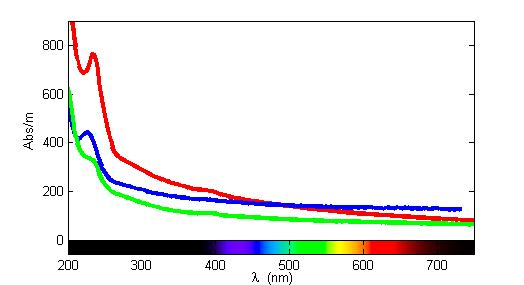
Három különböző helyről származó rothadó szennyvíz UV-látható spektruma. Minden esetben megfigyelhető a hidrogén-szulfid 230 nm körüli elnyelése.

A hidrogén-szulfid vizes oldata a 230 nm körüli ultraibolya fényt elnyeli. Kutatócsoportok terepi spektrométeres mérésekkel határozták meg folyamatosan a SH− abszorpcióját (és így koncentrációját) az óceánban és rothadó szennyvízben. A régies biszulfid név összetéveszthető az S2−2 vagy −S–S− képletű diszulfid dianionnal.

## Koordinációs kémia
Az SH− szoft anionos ligandum, mely számos fémionnal képez komplexet. Ilyen komplex például az arany(I)-kloridból levezethető [Au(SH)2]− és a titanocén-dikloridból származó (C5H5)2Ti(SH)2.

## Fordítás
Ez a szócikk részben vagy egészben  a   Bisulfide című angol Wikipédia-szócikk ezen változatának fordításán alapul.  Az eredeti cikk szerkesztőit annak laptörténete sorolja fel. Ez a jelzés csupán a megfogalmazás eredetét és a szerzői jogokat jelzi, nem szolgál a cikkben szereplő információk forrásmegjelöléseként.